# Compsoctena subauratana
Compsoctena subauratana är en fjärilsart som beskrevs av Walker 1866. Compsoctena subauratana ingår i släktet Compsoctena och familjen Eriocottidae. Inga underarter finns listade i Catalogue of Life.